# سلوک (رمان)
سلوک عنوان داستان بلندی به قلم محمود دولت‌آبادی است. نگارش این داستان در اواخر دهه هفتاد انجام گرفت و این کتاب در اوایل دهه هشتاد منتشر شد.

## موضوع داستان
سلوک به نوعی مانیفست دولت‌آبادی در رابطه با زن و عشق است. قیس که نامش یادآور مجنون است از زن می‌گوید و مرد شرقی و درک انسان از عشق و روابط عاشقانه و این همه، نه با اندیشهٔ امروز و نه اندیشهٔ مجنون نظامی هم‌خوانی و نزدیکی دارد. مرد، بیماری است گرفتار خودشیفتگی، آن هم از نوع روستایی و قرن نوزدهمی. او زن را پاره‌ای از خود می‌داند و در عین حال موجودی که خدا برای خوشایند او آفریده است: «او از گوهر خودم بود که نمی‌دانم چگونه گم و ناپدید شد در لایه‌لایه‌های دویی؟» (ص ۲۷). با این پیش درآمد و نظریه، بدیهی است که وقتی زن تصمیم به جدایی می‌گیرد، او به استاد تیغی سفارش می‌دهد که ذاتاً پتیاره‌کش باشد. (ص ۱۰۳ و ۱۰۴). و اینجاست که متوجه می‌شوی که بار دیگر خوانندهٔ داستان زن اثیری و لکاته هستی و مردی که درون‌گراست و جز فلسفه‌بافی و دل‌سوزی به حال خود و شکوه از روزگار و مردمی که نمی‌فهمندش کاری ندارد.